# Faking It
Faking It (Fingiendo en Latinoamérica y Las farsantes en España) es una serie de televisión estadounidense de comedia dramática creada por Dana Min Goodman y Julia Wolov para la cadena MTV. La serie sigue a dos mejores amigas que fingen una relación lésbica para ganar popularidad en su escuela en Austin, Texas. Es protagonizada por Rita Volk, Katie Stevens y Gregg Sulkin y fue estrenada el 22 de abril de 2014.
El 9 de junio de 2014, MTV anunció la renovación de la serie para una segunda temporada de diez episodios, que fue estrenada el 23 de septiembre de 2014. El 21 de octubre, la serie recibió la orden de diez episodios complementarios para la segunda temporada.
El 21 de abril de 2015, la serie recibió la renovación para una tercera temporada.
El 13 de mayo de 2016, MTV anunció la cancelación de la serie.

## Argumento
La serie sigue a Karma Ashcroft (Katie Stevens) y Amy Raudenfeld (Rita Volk), dos chicas que han sido mejores amigas desde la guardería, y que están dispuestas a hacer cualquier cosa para ser populares en su escuela secundaria. Después de varios intentos fallidos, las chicas son confundidas como una pareja de lesbianas por Shane Harvey (Michael J. Willett) el chico más popular de Hester High, y esto hace que inmediatamente se conviertan en las personas más populares y observadas de su escuela. Seducidas por su nuevo estatus de celebridad, Amy y Karma deciden fingir un romance.
Sin embargo no todo es tan simple, el nuevo estatus de Karma la ha puesto en la mira de Liam Booker (Gregg Sulkin), el galán más codiciado de Hester High, por lo que deberá buscar la manera de mantener su relación falsa y al mismo tiempo lograr que Liam se enamore de ella.
Por su parte Amy deberá lidiar con el hecho de que su hermanastra Lauren Cooper (Bailey De Young), conoce todo sobre su relación falsa y amenaza con revelarlo al mundo. Pero esto no es su mayor preocupación, ya que Amy empieza a darse cuenta de que disfruta estar en una relación con su amiga y que quizás sus sentimientos por ella son más que solo amistad.

## Reparto

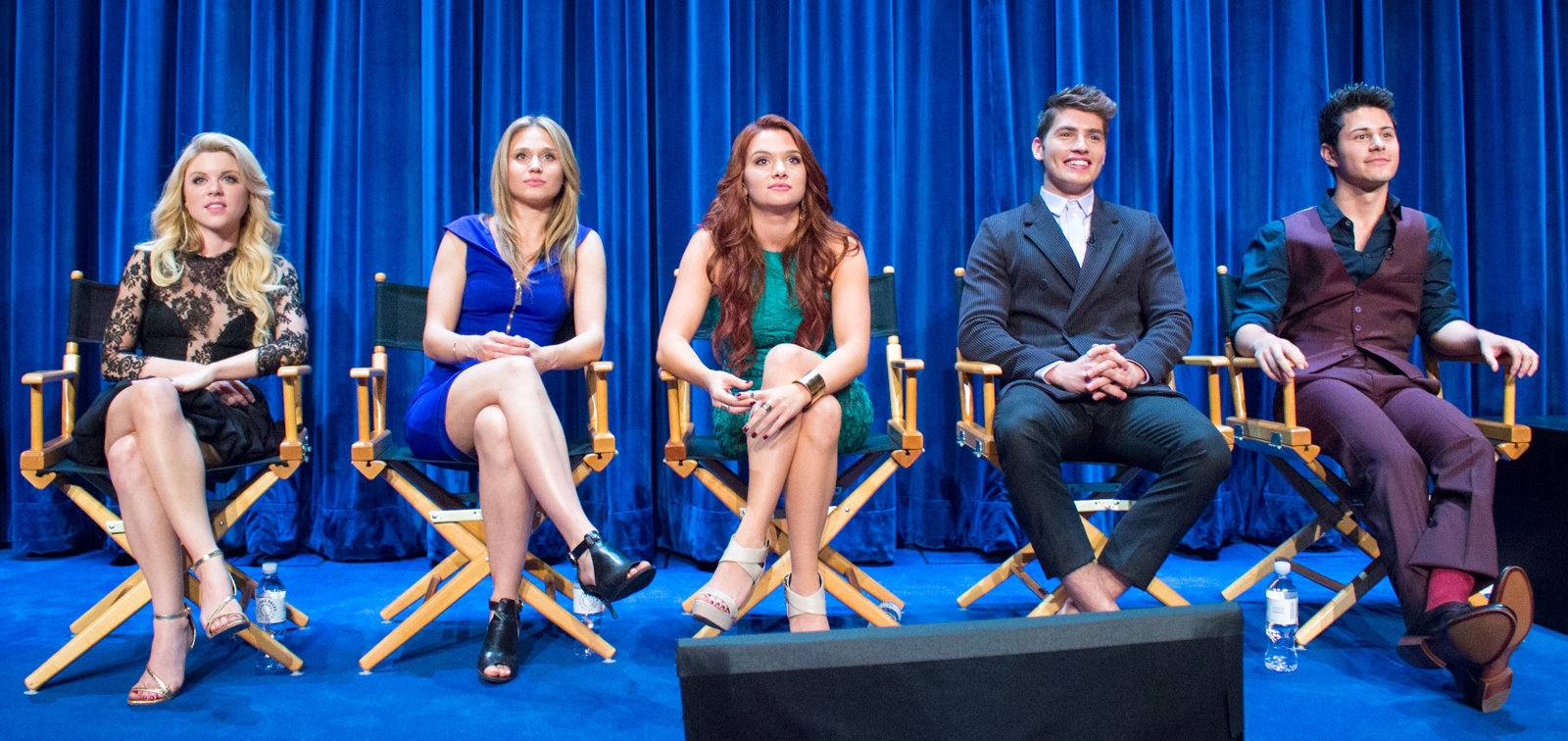
Elenco principal en septiembre de 2014. De izquierda a derecha: Bailey De Young, Rita Volk, Katie Stevens, Gregg Sulkin y Michael J. Willett

### Elenco principal
- Rita Volk como Amy Raudenfeld.[10]

Una estudiante de tercer año de Hester High School y la cínica mejor amiga de Karma. Ella vacilante accede al plan de Karma de pretender ser lesbianas por popularidad, pero después de su primer beso se da cuenta de que podría no estar fingiendo, y mientras progresa su mentira también lo hacen sus sentimientos románticos y sexuales por su mejor amiga. Aunque, al principio, no está segura de si es lesbiana o solamente se siente atraída por Karma, finalmente decide seguir adelante y empieza a salir con chicas, incluso empieza una relación seria, pero se siente confundida y enojada por Karma y sus aparentes celos. Amy también tiene problemas con su madre conservadora y exreina de belleza, Farrah, quien lucha por aceptar la homosexualidad de su hija, por lo que mantiene una mejor relación con la hermanastra de Amy, Lauren, quien es prácticamente una copia de Farrah.
- Katie Stevens como Karma Ashcroft.[10]

Una optimista estudiante de tercer año que hará lo que sea para lograr alcanzar la popularidad. Sin embargo, gana más de lo que pidió con su última maniobra (pretender ser la mitad de la primera pareja abiertamente lesbiana de su escuela) ya que esto permite que su amiga Amy se de cuenta de que la quiero más que como a una amiga. Su vida se torna más complicado cuando tiene que mantener en secreto su romance con Liam Booker, uno de los chicos más populares de la escuela, mientras simultáneamente engaña a todos fingiendo que ella y Amy son una pareja monógama. Después de descubrir los verdaderos sentimientos de Amy, trata de evitar romperle el corazón a su mejor amiga, incluso la impulsa a salir con otras chicas. Sin embargo, cuando Amy encuentra a alguien nuevo, finalmente permitiendo que Karma Y Liam tengan una relación feliz, empieza a sentir celos por la novia de Amy y no puede soportar estar en segundo lugar en la vida de su mejor amiga. Su comportamiento crea tensión en el grupo, porque no queda claro si sus celos son por posesión de su mejor amiga, o por el comienzo de algo más.
- Gregg Sulkin como Liam Booker.[10]

Un misterioso y sexy artista quien es el chico más deseado de toda la escuela, y se convierte en el novio secreto de Karma. Al principio, solo se siente atraído hacia ella por su deseo de tener sexo con una lesbiana, pero rápidamente empieza a tener verdaderos sentimientos por ella; dado su estatus y estilo de vida previo de "mujeriego", y la presencia de Amy, sus sentimientos por Karma generalmente le causan problemas.
- Bailey De Young como Lauren Cooper.[11]

Hermanastra de Amy y la nueva chica de la escuela. Completamente conservadora, se siente furiosa y frustrada, al darse cuenta de que alguien como ella sería realmente popular en una escuela "normal" que no estuviera llena de estudiantes liberales de mente abierta. En la segunda temporada, es revelado que es intersexual; inicialmente comparte su secreto con sus amigos más cercanos, y se siente estresada mientras más y más estudiantes comienzan a descubrirlo. Lauren se siente muy cercana a su madrastra, la madre de Amy, después de darse cuenta de que disfrutan las mismas cosas y que se relaciona mejor con ella que con cualquiera de la escuela.
- Michael J. Willett como Shane Harvey.

El chico más popular de toda la escuela y abiertamente gay. Es ingenioso, franco y extrovertido, es mejor amigo de Liam y Amy, por lo que a veces tiene conflictos en decidir a quien apoyar. Es Shane quien inicialmente (erróneamente) expone a Karma y Amy como lesbianas. Es también el quien atrae la atención sobre la intersexualidad de Lauren, cuando públicamente la confronta sobre las pastillas que esta toma en secreto, sin darse cuenta de que son hormonas. Shane se convierte en el confidente de Amy cuando sus sentimientos por Karma empiezan a evolucionar. En la segunda temporada tiene dos intereses amorosos: un cristiano célibe llamado Pablo, y luego un luchador llamado Duke, quien aún no se declara gay públicamente.

### Elenco secundario

#### Introducidos en la primera temporada
- Rebecca McFarland como Farrah.

La madre de Amy, una reportera de televisión local de personalidad conservadora, se siente conmocionada al enterarse de la orientación sexual de su hija.
- Senta Moses como Penelope Bevier.

Directora de Hester High, después del arresto de drogas en la escuela se convierte en vicedirectora.
- Erick López como Tommy Ortega.

Novio de Lauren en la primera temporada, termina con ella al darse cuenta de que es intersexual. Lauren lo amenaza con destruir su reputación si revela su secreto.
- Courtney Kato como Leila.

Amiga de Lauren, con una personalidad tímida y de familia religiosa, prácticamente una sirviente de Lauren.
- Breezy Eslin como Elizabeth.

Amiga de Lauren, quien insiste en llamarla Lisbeth todo el tiempo, es prácticamente una sirviente para Lauren. En la tercera temporada no regresa a la escuela por lo que se corre el rumor de que probablemente Lauren la asesinara, sin embargo se encontraba grabando un exitoso reality show.
- Anthony Palacios como Pablo.

Compañero de baile de Lauren y exnovio de Shane.
- Amy Farrington como Molly.

La madre de Karma. Es una mujer de espíritu libre y mente abierta, Karma generalmente se avergüenza de sus padres, y siente que ellos solo mostraron interés en ella cuando pretendía ser lesbiana. Sin embargo en la segunda temporada Karma se da cuenta de que se asemeja más a su madre de lo que pensaba.
- Lance Barber como Lucas.

El padre de Karma. Junto con su esposa tiene un camión de bebidas orgánicas, lo cual era una cubierta para vender marihuana y ocasionó un gran problema en Hester.
- Dan Gauthier como Bruce Cooper.

El padre de Lauren, quien originalmente escondía el hecho de que su hija era intersexual.
- Courtney Henggeler como Robin Booker.

La representante de Sqwerkel y hermana mayor de Liam (luego es revelado que en realidad es su madre biológica).
- August Roads como Oliver Walsh.

Un amigo de Amy, que está interesado en ella.

#### Introducidos en la segunda temporada
- Yvette Monreal como Reagan.

Una DJ/camarera y la primera relación seria de Amy.
- Keith Powers como Anthony "Theo".

Un amigo de Liam y Shane, y el interés amoroso de Lauren. Más tarde es revelado que en realidad es un policía encubierto.
- Bruce Thomas como Max Booker.

Padre adoptivo de Liam, CEO de Skwerkel quien es luego revelado que es realmente el abuelo de Liam. Odia los interés artísticos de su hijo y solo desea que se enfoque en la compañía, al principio Liam trata de complacerlo pero luego se da cuenta de que nunca será feliz fingiendo algo que no es.
- Skyler Maxon como Duke Lewis Jr.

Un luchador de AMM y el exnovio de Shane.
- Chloe Bridges como Zita Cruz.

Una nueva socialite amiga de Liam.
- Bernard Curry como George Turner.

El nuevo director de Hester después del arresto de drogas.
- Parker Mack como Felix Turner.

Un nuevo estudiante de Hester y el hijo del Director Turner. Felix y Amy se hacen buenos amigos debido a sus intereses comunes y sus personalidades, más tarde Felix se da cuenta de que se siente realmente atraído por Amy.
- Ed Quinn como Hank.

El padre de Amy. Un reportero militar cuyo trabajo lo lleva alrededor del mundo.
- Cameron Moulène como Wade.

El primer chico bisexual presentado en el programa Karma Y Shane comienzan una competencia por ver quien logra ganar su afecto.
- Lindsey Shaw como Sasha Harvey.

La hermana mayor de Shane e interés amoroso de Liam.

#### Introducidos en la tercera temporada
- Jordan Rodrigues como Dylan.

El nuevo novio de Karma, un chico hawaiano de personalidad relajada, Karma lo conoció mientras trabajaba de salvavidas en el verano.
- Elliot Fletcher como Noah.

El primer personaje transgénero del programa, miembro de una banda llamada "Noah's Arc", e interés amoroso de Shane.
- Sophia Taylor Ali como Sabrina.

Una amiga de la infancia de Karma y Amy, e interés amoroso de Amy.
- McKaley Miller como Rachel.

Compañera de trabajo de Liam e interés amoroso, es hija de un rabino.

## Episodios
| Temporada | Temporada | Episodios | Emisión original         | Emisión original       |
| Temporada | Temporada | Episodios | Inicio                   | Final                  |
| --------- | --------- | --------- | ------------------------ | ---------------------- |
|           | 1         | 8         | 22 de abril de 2014      | 10 de junio de 2014    |
|           | 2         | 20        | 23 de septiembre de 2014 | 2 de noviembre de 2015 |
|           | 3         | 10        | 15 de marzo de 2016      | 17 de mayo de 2016     |

## Producción

### Desarrollo
El 26 de julio de 2013, Susanne Daniels, presidenta de programación de MTV, anunció que el encargo de un piloto basado en el guion escrito por Carter Covington, acerca de "dos mejores amigas que son capaces de hacer cualquier cosa para ser populares en su escuela, incluso fingir ser algo que no son".
El 18 de octubre, la cadena anunció que eligió el piloto para desarrollar una serie que consta de ocho episodios. El 10 de enero de 2014, fue anunciado que la serie sería estrenada el 22 de abril como acompañante de Awkward.

### Premisa
Sobre la premisa de la serie, Covington explicó que "siento cómo para los adolescentes en estos días y para la audiencia de MTV, el show no va a ser objeto de controversia", declaró en el panel de los Television Critics Association. "La tolerancia está cambiando. No creo que los chicos en estos días vean el mundo como yo lo hice", dijo. También comparó la premisa con Awkward comentando que "[Awkward] se centra en cuestiones fundamentales, como «¿quién soy yo?» o «¿quién quiero llegar a ser?» Algo que fue un arco principal de la tercera temporada" y dijo que espera que la serie aborde los mismos temas "con preguntas como: «¿quién soy yo?», «¿quién quiero llegar a ser?» o «¿cómo quiero que me vean?» Además, comentó que la premisa introducida "Va a ser un interesante triángulo amoroso entre dos mejores amigas y Liam (Gregg Sulkin)", finalizó.

### Casting
El elenco del piloto fue anunciado el 23 de agosto de 2013 contando con Gregg Sulkin como Liam, un sexy estudiante que se preocupa por el medio ambiente, pero nadie lo ha entendido; Katie Stevens como Karma, una estudiante de segundo año que tiene miedo de quedar fuera de la escala social por pasar las noches de viernes en su casa junto a su mejor amiga; Rita Volk como Amy, la mejor amiga de Karma quien es cínica y pesimista y además tiene una relación tensa con su madre y su hermanastra; Bailey De Young como Lauren, la chica nueva y hermanastra de Amy, quien está decidida a convertirse en la chica más popular en la escuela y Michael J. Willett como Shane, el mejor amigo de Liam y el chico más popular en la escuela, quien es abiertamente gay.

### Premios y nominaciones
| Año               | Premio                                   | Categoría                           | Nominado(s)                                 | Resultado         | Ref               |
| Primera Temporada | Primera Temporada                        | Primera Temporada                   | Primera Temporada                           | Primera Temporada | Primera Temporada |
| ----------------- | ---------------------------------------- | ----------------------------------- | ------------------------------------------- | ----------------- | ----------------- |
| 2014              | Teen Choice Awards                       | Breakout Show                       | Faking It                                   | Ganador           | [ 22 ]            |
| Segunda Temporada |                                          |                                     |                                             |                   |                   |
| 2014              | 10th Annual AfterEllen Visibility Awards | Programa de Comedia Favorito        | Faking It                                   | Ganador           | [ 23 ]            |
| 2014              | 10th Annual AfterEllen Visibility Awards | Actriz de TV favorita               | Rita Volk                                   | Ganador           | [ 23 ]            |
| 2014              | 10th Annual AfterEllen Visibility Awards | Pareja Lesbiana de ficción favorita | Rita Volk / Yvette Monreal (Amy and Reagan) | Nominado          | [ 23 ]            |
| 2014              | 10th Annual AfterEllen Visibility Awards | Personaje Lesbiano/Bi Favorito      | Rita Volk (Amy Raudenfeld)                  | Ganador           | [ 23 ]            |
| 2014              | 10th Annual AfterEllen Visibility Awards | Editor's Pick for Favorite Tweeter  | Yvette Monreal                              | Ganador           | [ 24 ]            |
| 2015              | People's Choice Awards                   | Programa comedia de TV por Cable    | Faking It                                   | Nominado          | [ 25 ]            |
| 2015              | GLAAD Media Awards                       | Mejor serie de Comedia              | Faking It                                   | Nominado          | [ 26 ]            |
| 2015              | Teen Choice Awards                       | Choice Summer TV Show               | Faking It                                   | Nom               | [ 27 ]            |
| 2015              | Teen Choice Awards                       | Choice Summer TV Star: Male         | Gregg Sulkin                                | Nom               | [ 27 ]            |
| 2016              | People's Choice Awards                   | Favorite Cable TV Comedy            | Faking It                                   | Nom               | [ 28 ]            |
| Tercera Temporada |                                          |                                     |                                             |                   |                   |
| 2016              | GLAAD Media Awards                       | Outstanding Comedy Series           | Faking It                                   | Nom               | [ 29 ]            |
| 2016              | AfterEllen.com and TheBacklot.com        | Best Actress in a Queer Role        | Rita Volk                                   | Nom               | [ 30 ]            |
| 2016              | The Girl Crowd — LGBT+                   | Favorite LGBT Ship                  | Karmy (Karma Ashcroft / Amy Raudenfeld)     | Ganadoras         | [ 31 ]            |